# Збик, Себастьян
Себастьян Збик (нем. Sebastian Zbik), родился 17 февраля 1982 Нойбранденбург, Мекленбург-Передняя Померания, Германия) — немецкий боксёр-профессионал, выступающий в средней (Middleweight) весовой категории. Временный чемпионом мира (по версии WBC, 2009-2011)

## Любительская карьера
На любительском ринге провёл более 130 победных поединков. Дважды становился чемпионом Германии. В 2002 году на чемпионате Европы по боксу, занял третье место.

## Профессиональная карьера
Збик дебютировал на профессиональном ринге в июле 2004 года в средней весовой категории.
В ноябре 2006 года победил по очкам первого серьёзного соперника. В 10-раундовом бою победил бразильца Хосе Хилтона дос Сантоса (22-6-1).
В феврале 2007 года вышел на первый титульный поединок. В 12-раундовом бою завоевал вакантный интерконтинентальный титул чемпиона мира по версии WBO, в бою с непобеждённым датчанином, Фавазом Насиром (10-0). Шесть раз защитил титул против опытных боксёров.
В июле 2009 года завоевал временный титул чемпиона мира по версии WBC, победив по очкам итальянца, Доменико Спада (29-1).
Первую защиту титула в плотном бою выиграл раздельным решением судей против непобеждённого итальянца, Эмануэлле Делла Роса (22-0).
В 2010 году дважды защитил титул. Повторном победил итальянца, Доменико Спада (30-2), и победил непобеждённого аргентинца, Хорхе Себастьяна Эриланда (16-0).
4 июня 2011 года, Збик вышел на долгожданный поединок за звание полноценного чемпиона мира по версии WBC. Непобеждённому немцу со статистикой 30 побед без единого поражения противостоял непобеждённый мексиканец, Хулио Сезар Чавес младший (41-0-1). Бой проходил в США. Збик был активнее и во всех раундах кроме 7-го и 11-го владел преимуществом и больше наносил точных ударов. Вердикт судей был ошеломляющим. Победу отдали именитому мексиканцу. Но конкурентное противостояние не отбросила Збика с вершин рейтингов. По статистике ударов Збик в полтора разе превзошёл Чавеса.
В апреле 2012 года, состоялся поединок Себастьяна Збика, с соотечественником, многолетним чемпионом по версии WBO, Феликсом Штурмом (36-2-2). Штурм доминировал по ходу всего поединка, и в перерыве между 9-м и 10-м раундами, угол Збика снял своего боксёра с боя. Себастьян проиграл досрочно.